# Kolizní doména
Kolizní doména je v informatice část počítačové sítě, která je sdílena více síťovými zařízeními. Kolizní doménu tvoří stanice, které jsou umístěny ve stejném síťovém segmentu, tj. komunikují navzájem na fyzické vrstvě modelu ISO/OSI. Pokud začne v kolizní doméně více rozhraní zároveň vysílat, dojde ke kolizi a tím ke znehodnocení signálu a zařízení musí vysílání opakovat tak, aby se opakované kolizi pokud možno vyhnulo, k čemuž slouží například protokoly z rodiny CSMA.

## Vymezení kolizní domény
V ethernetové síti, kde jsou stanice propojeny kroucenou dvojlinkou, tvoří kolizní doménu všechny stanice propojené pomocí hubu, protože hub pracuje na fyzické vrstvě modelu ISO/OSI. Použije-li se pro propojení stanic switch, který pracuje na linkové vrstvě modelu ISO/OSI, nejedná se již o kolizní doménu (switch dělí kolizní doménu).
V ethernetové síti, kde jsou stanice propojeny pomocí koaxiálního kabelu pak patří do kolizní domény všechny připojené počítače včetně těch, které odděluje opakovač (repeater), který stejně jako hub pracuje na fyzické vrstvě modelu ISO/OSI.

## Kolize v ethernetové síti
V ethernetové síti vzniká kolize současným vysíláním dvou zařízení, která jsou propojena na fyzické vrstvě (například pomocí hubu). Protože se signál po vedení šíří konečnou rychlostí (blížící se rychlosti světla), může se stát, že jedno síťové rozhraní zahájí vysílání, avšak druhé rozhraní umístěné o kousek dále vysílání ještě neslyší, a proto také začne vysílat. Výsledkem bude složený signál, který bude nesrozumitelný. Aby se pravděpodobnost kolizí snížila, musí síťové rozhraní před zahájením vysílání nejprve naslouchat a teprve je-li médium prázdné, začne se vysílat. Při vysílání se neustále kontroluje, nedošlo-li ke kolizi. V případě detekování kolize je ostatním síťovým rozhraním kolize oznámena pomocí speciálního signálu „jam“. Po vzniku kolize je nutné počkat náhodný okamžik a pak opakovat vysílání.